# Hội chứng Aagenaes
Hội chứng Aagenaes là một hội chứng đặc trưng bởi sự giảm sản bẩm sinh của mạch bạch huyết (lymph vessels). Nguyên nhân gây ra phù bạch huyết ở chân và tái phát ứ mật (cholestasis) ở trẻ sơ sinh, và làm chậm tiến triển đến xơ gan và tế bào khổng lồ viêm gan với xơ hóa của gánh gan.
Nguyên nhân di truyền chưa được biết, nhưng nó là do di truyền lặn tự phát và gen nằm ở nhiễm sắc thể 151,2. Một đặc điểm chung của tình trạng này là sự bất thường về bạch huyết, dấu hiệu có thể cho thấy khiếm khuyết mạch bạch huyết trong cuộc sống là trong nguồn gốc1. Tình trạng này đặc biệt thường xuyên ở miền nam Na Uy, nơi mà hơn một nửa các trường hợp được báo cáo từ, nhưng tìm thấy được trong những bệnh nhân ở các khu vực khác của Châu Âu và Hoa Kỳ. Nó được đặt theo tên của Øystein Aagenæs, một bác sĩ nhi khoa Na Uy.
Nó cũng được gọi là hội chứng Ứ mật thai kỳ — Phù bạch mạch (CLS)

## Triệu chứng
Các triệu chứng hội chứng Aagenaes tổng quát bao gồm:
- Đau bụng
- Phân màu sáng, có thể biến thành nhựa đường vì chảy máu đường ruột
- Nước tiểu tối
- Lá lách to
- Rối loạn đường tiêu hóa
- Mệt mỏi
- Sắc tố da bất thường
- Đau ở khớp và xương